# Анжеліка (ім'я)
Анжелі́ка — жіноче особове ім'я, яке пішло від лат. «angelicus» («ангельська»), грец. «ἄγγελος». Частіше використовують скорочену форму: Желя, Ліка. Також Анжеліка й Анжела — не однакові імена.

## Іменини
Вказані католицькі іменини.
- Естонія — 6 вересня
- Італія 6 грудня — на честь Анжеліки з Мілаццо
- Латвія — 31 липня
- Німеччина — 4 січня, 27 січня
- Польща — 26 травня — на честь Марії Анжеліки Мастроті ді Папасідеро (1851—1896)
- Росія — 14 липня
- Угорщина — 27 січня
- Україна — 14 липня
- Фінляндія — 8 грудня
- Чехія — 11 березня
- Швеція — 7 грудня